# Bolusafra
Bolusafra é um género botânico pertencente à família Fabaceae.